# Gesellschaft für Empirische Bildungsforschung
Die Gesellschaft für Empirische Bildungsforschung (GEBF e. V.) wurde 2012 in Frankfurt am Main gegründet. Sie ist eine Vereinigung von Wissenschaftlern, die in Forschung und Lehre auf dem Gebiet der Empirischen Bildungsforschung aktiv sind. Insofern ist die Zusammensetzung der GEBF interdisziplinär, mit Beteiligten u. a. aus der Erziehungswissenschaft, der Psychologie, der Soziologie, den Fachdidaktiken und der Ökonomie. Die GEBF wird als gemeinnütziger Verein mit Sitz in Frankfurt am Main geführt und umfasste 2019 ca. 550 aktive Mitglieder aus verschiedenen Disziplinen der Empirischen Bildungsforschung.

## Aufgaben und Ziele
Das wesentliche Ziel der GEBF ist die Förderung der Empirischen Bildungsforschung und die Verbreitung ihrer wissenschaftlichen Ergebnisse. Dies erfolgt unter anderem durch folgende Aktivitäten:
- Veranstaltung wissenschaftlicher Tagungen, insbesondere eines jährlich stattfindenden Fachkongresses
- Förderung und Vernetzung der Nachwuchswissenschaftler durch:
  - Nachwuchstag während der GEBF-Tagungen
  - Nachwuchspublikationspreise (Kategorie Promovierende und Kategorie Post-Docs)
  - Vernetzung der empirischen Bildungsforschung im deutschsprachigen Raum und Anregung des interdisziplinären Austauschs
- Öffentlichkeitsarbeit zu Stand und Entwicklung der empirischen Bildungsforschung und Vorbereitung von Stellungnahmen zu bildungspolitischen Fragen

## Geschichte
Die GEBF wurde am 9. Februar 2012 an der Goethe-Universität Frankfurt gegründet. Die 59 Gründungsmitglieder waren Forschende an Universitäten und außeruniversitären Forschungsinstituten aus allen an der Empirischen Bildungsforschung beteiligten Disziplinen. Ziel der Gründung war es, der seit den 2000er Jahren begonnene Etablierung der Empirischen Bildungsforschung als eigenständiges Forschungsfeld gerecht zu werden und Rahmenbedingungen für eine Zusammenarbeit zwischen den einschlägigen Disziplinen zu schaffen. Ein wichtiger Wegbereiter für die GEBF war die Arbeitsgruppe für Empirische Pädagogische Forschung (AEPF), die als Teil der Sektion Empirische Bildungsforschung in der Deutschen Gesellschaft für Erziehungswissenschaft (DGfE) etabliert ist. Die AEPF war seit ihrer Gründung interdisziplinär ausgerichtet und vereint empirisch arbeitende Pädagogen und Psychologen, aber auch Soziologen und zunehmend Fachdidaktiker. Anliegen der Gründungsmitglieder war es, die in der AEPF begonnene interdisziplinäre Zusammenarbeit in einem Kontext weiterzuführen, der nicht einer bestimmten Disziplin zugeordnet ist, und somit deutlich zu machen, dass die Empirische Bildungsforschung ein eigenständiges Forschungsfeld darstellt, das verschiedene Disziplinen umfasst.
Die erste Tagung der GEBF fand vom 11. bis 13. März 2013 in Kiel statt. Seitdem haben sich die GEBF-Tagungen mit rund 1.000 Teilnehmenden als ein viel genutztes Forum für die interdisziplinäre Bildungsforschung etabliert.
Seit 2015 ist die GEBF bei der Deutschen Forschungsgemeinschaft (DFG) als eigenständige Fachgesellschaft mit Vorschlagsrecht für Gremien wie Fachkollegien anerkannt. Mitglieder der GEBF sind in Gremien wie dem Wissenschaftsrat, dem DFG-Senat, DFG-Fachkollegien, dem Rat für Sozial- und Wirtschaftsdaten (RatSWD) oder dem Auswahlgremium der Qualitätsoffensive Lehrerbildung sowie in zahlreichen Expertenkommissionen des Bundes oder der Länder vertreten.

## GEBF-Jahrestagungen und GEBF-Nachwuchstagungen
Einmal jährlich tagt die Gesellschaft für Empirische Bildungsforschung auf einer mehrtägigen Konferenz, an der auch Nicht-Mitglieder teilnehmen können. Die Tagungen stehen jeweils unter einem aktuellen Thema. Der Ort und die Ausrichter des Fachkongresses wechseln jährlich.
Übersicht der Jahrestagungen:
2013: 1. GEBF-Tagung Kiel
„Bildungsverläufe über die Lebensspanne“
2014: 2. GEBF-Tagung Frankfurt am Main
„Die Perspektiven verbinden“
2015: 3. GEBF-Tagung Bochum
„Heterogenität. Wert. Schätzen“
2016: 4. GEBF-Tagung Berlin
„Erwartungswidriger Bildungserfolg über die Lebensspanne“
2017: 5. GEBF-Tagung Potsdam
„Durch Bildung gesellschaftliche Herausforderungen meistern“
2018: 6. GEBF-Tagung Basel
„Professionelles Handeln als Herausforderung für die Bildungsforschung“
2019: 7. GEBF-Tagung Köln
„Lehren und Lernen in Bildungsinstitutionen“
2020: 8. GEBF-Tagung Potsdam (Tagung wurde wegen der COVID-19-Pandemie abgesagt)
„Bildung gestalten – Partizipation erreichen – Digitalisierung nutzen“

## GEBF-Preise

### GEBF-Nachwuchspublikationspreise
Die Gesellschaft für Empirische Bildungsforschung vergibt jährlich zwei Nachwuchspublikationspreise – einmal in der Kategorie Promovierende und einmal in der Kategorie Post-Docs (Promovierte, die keine Professur innehaben). Der Preis wird mit jeweils 500 Euro dotiert und während der jährlichen GEBF-Tagung verliehen.

### Preis für das Lebenswerk
Jürgen Baumert

### GEBF-Preis für die Förderung der Interdisziplinarität in der Bildungsforschung
2019 Hans E. Fischer, Detlev Leutner und Elke Sumfleth (gemeinsam)

## Vorstand
Der Vorstand der GEBF besteht aus dem Präsidenten, bis zu vier weiteren Vizepräsidenten, einem Schriftführer und einem Schatzmeister. Die Amtszeit des Vorstands beträgt zwei Jahre.
Vorstand seit 2021
Präsidentin der GEBF: Cornelia Gräsel (Bergische Universität Wuppertal)
Vize-Präsidenten:
- Johannes Bauer (Universität Erfurt)
- Stefan Keller (Fachhochschule Nordwestschweiz)
- Mareike Kunter (DIPF – Leibniz-Institut für Bildungsforschung und Bildungsinformation, Frankfurt am Main)
- Steffen Schindler (Universität Bamberg)
- Schatzmeisterin: Esther Winther (Universität Duisburg-Essen)
- Schriftführer: Johannes Hartig (DIPF – Leibniz-Institut für Bildungsforschung und Bildungsinformation, Frankfurt am Main)